# Gmina Pokupsko
Gmina Pokupsko (chorw. Općina Pokupsko) – gmina w Chorwacji, w żupanii zagrzebskiej. W 2011 roku liczyła  2224 mieszkańców.